# حديقة ثيودور روزفلت الوطنية
حديقة ثيودور روزفلت الوطنية (بالإنجليزية: Theodore Roosevelt National Park) هي حديقة وطنية أمريكية للأراضي الوعرة تقع غرب داكوتا الشمالية وتضم ثلاث مناطق منفصلة جغرافيًا. يعود أصل تسميتها تكريمًا لرئيس الولايات المتحدة ثيودور روزفلت، وتعتبر الحديقة الوطنية الأمريكية الوحيدة التي سميت على اسم شخص واحد.
تغطي الحديقة 70.446 فدانًا (110.072 ميل²؛ 28.508 هكتار؛ 285.08 كم²) من الأرض وهي مقسمة إلى ثلاثة أقسام تشمل الوحدة الشمالية، والوحدة الجنوبية، ووحدة مزرعة الكورن. يتدفق نهر ليتل ميسوري عبر جميع الوحدات الثلاث للحديقة. يربط مسار ماهداهي للمشي جميع الوحدات الثلاث ويمتد على طول يقدر بـ144 ميلاً (232 كم). تقع الوحدة الجنوبية الأكبر في المنتزه بجانب الطريق السريع 94 بالقرب من مدينة ميدورا، داكوتا الشمالية. تقع الوحدة الشمالية الأصغر على بعد حوالي 80 ميل (130 كم) شمال الوحدة الجنوبية، وتقع مزرعة إلكورن بين الوحدتين الشمالية والجنوبية.
تحتوي كلتا الوحدتين الرئيسيتين في المنتزه على مسارات ذات مناظر خلابة، ما يقرب من 100 ميل (160 كم) من مسارات الأقدام والخيول، يمكن خلالها الاستمتاع بمشاهدة الحياة البرية، والمشي لمسافات طويلة والتخييم في الريف. وقد استقبلت الحديقة 850 ألف زائر ترفيهي في عام 2021.

## أنظر أيضا
- حديقة هوت سبرينغس الوطنية
- حديقة دراي تورتوغاس الوطنية
- حديقة الجزيرة الملكية الوطنية
- حديقة ومحمية جريت ساند ديونز الوطنية
- حديقة فوياجرز الوطنية